# Virga
U meteorologiji, virga je oborina koja pada iz oblaka te zatim isparava ili sublimira prije nego što dođe do tla. Na velikim nadmorskim visinama oborine padaju uglavnom u obliku kristala leda prije topljenja i konačno isparavanja; to se često događa zbog kompresijskog zagrijavanja, jer se tlak zraka povećava bliže tlu. Virge se mogu promatrati većinom kod cirokumulusa, altokumulusa, altostratusa, nimbostratusa, stratokumulusa, kumulusa i kumulonimbusa. Vrlo je česta u pustinji i umjerenom pojasu. U Sjevernoj Americi je uobičajeno vidjeti u zapadnim Sjedinjenim Državama i kanadskim prerijama. Vrlo je česta i na Bliskom istoku, u Australiji i sjevernoj Africi. 
Virge mogu prouzrokovati različite vremenske efekte, jer kako se kiša mijenja iz tekućeg u oblik pare, uklanja značajne količine topline iz zraka zbog velike vrućine isparavanja vode. Oborine koje padaju u ove prohlade mogu s vremenom doći do tla. U nekim se slučajevima ovi džepovi hladnijeg zraka mogu brzo spustiti, stvarajući vlažan ili suh mikroprostor koji može biti vrlo opasan za zrakoplovstvo. Suprotno tome, oborine koje isparavaju na velikoj nadmorskoj visini mogu se komprimirano zagrijavati kako pada, a rezultirati gustom bujicom koja može znatno i brzo zagrijati površinsku temperaturu. Ovaj prilično rijedak fenomen, vrućina, također ima izrazito suh zrak.   
Riječ je izvedena iz latinske riječi virga, što znači "grančica" ili "grana". 

## Vanzemaljske pojave
Kiša sumporne kiseline u atmosferi Venere isparava prije nego što stigne do tla zbog velike vrućine u blizini površine. Slično tome, virge se događaju na plinovitim divovima poput Jupitera. U rujnu 2008. godine, NASA-in sletač Phoenix otkrilo je snježnu virgu koja pada iz marsovskih oblaka.